# Antykról
Antykról – kontrkandydat do władzy wobec legalnie panującego króla.

## Opis
Antykrólowie pojawiali się w dziedzicznych monarchiach europejskich zwykle w okresie kryzysów dynastycznych, gdy po wymarciu bezpotomnym jednej dynastii o schedę po niej ubiegało się kilku równorzędnych kandydatów.
W monarchiach elekcyjnych wybór antykróla związany był przede wszystkim ze wzrostem siły opozycji możnowładczej wobec panującego lub kryzysem państwowym wywołanym walkami stronnictw. Zdarzało się też, że antykróla wybierano, gdy legalny król popadał w konflikt z papieżem i był ekskomunikowany. 
Antykrólowie zazwyczaj przejmowali władzę jedynie na części terytorium państwa z pomocą popierającego ich stronnictwa lub wojska. 
W historii Europy największa liczba antykrólów pojawia się na elekcyjnym tronie Niemiec. W historii Polski przykładem antykróla był Stanisław Leszczyński wybrany przeciwko Augustowi III Sasowi.

## Antykrólowie w państwie wschodniofrankijskim
- Arnulf († 937, przeciw Henrykowi Ptasznikowi)
- Henryk II Kłótnik (984–985) przeciw Ottonowi III

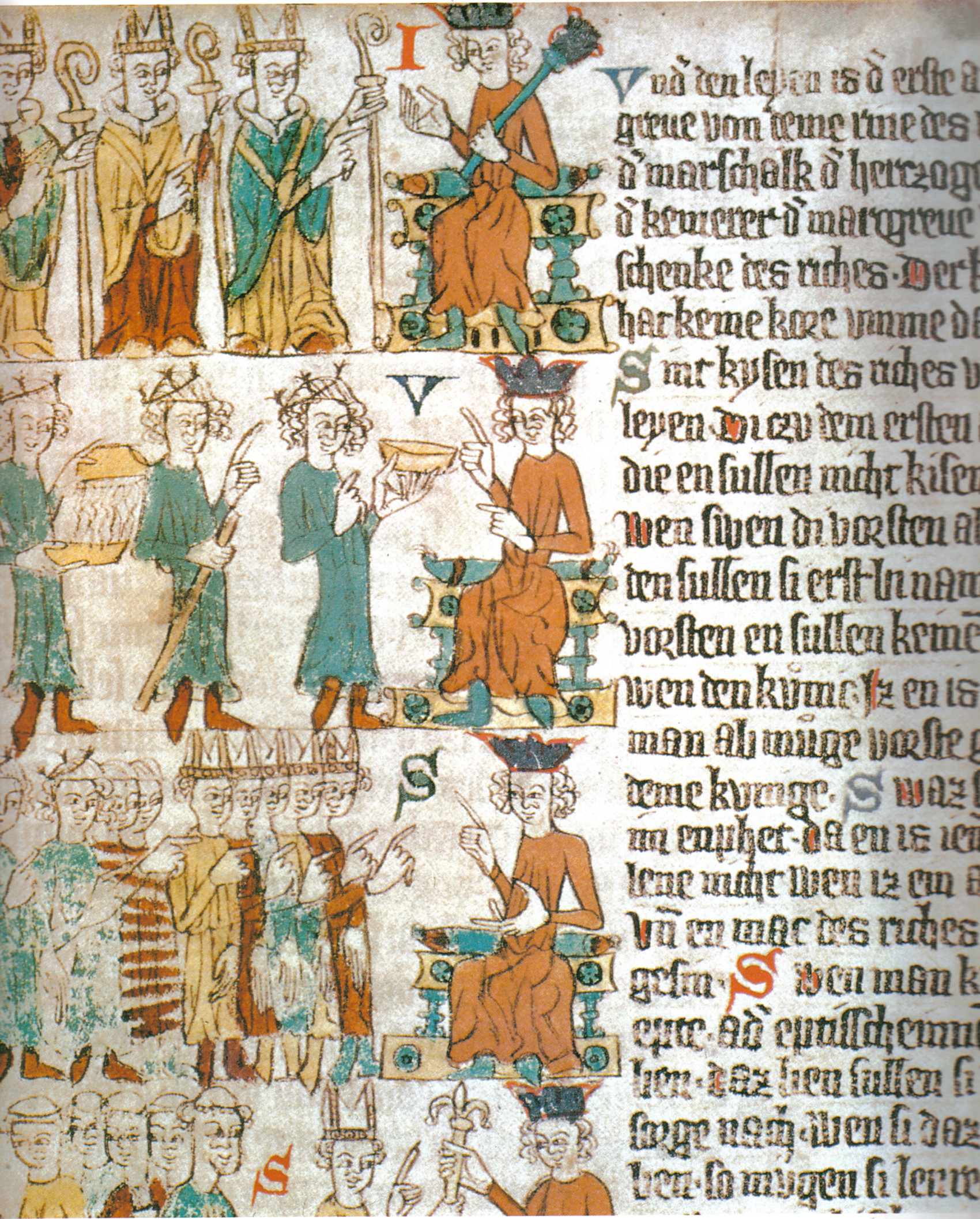
Wybór króla niemieckiego (Zwierciadło saskie z Heidelbergu)

## Antykrólowie w Niemczech
- Rudolf Szwabski (1077–1080) przeciw Henrykowi Salickiemu
- Herman z Salm (1081–1088) przeciw Henrykowi Salickiemu
- Konrad III (1127–1135) przeciw Lotarowi III, jedynowładca 1138–1152
- Fryderyk II (1212–1215) przeciw Ottonowi IV, jedynowładca/cesarz 1215/1220–1246
- Henryk Raspe (1246–1247) przeciw Fryderykowi II
- Wilhelm z Holandii (1248–1254) przeciw Fryderykowi II i Konradowi IV, jedynowładca 1254–1256
- Albrecht I Habsburg (1298) przeciw Adolfowi z Nassau, jedynowładca 1298–1308
- Karol IV (1346) przeciw Ludwikowi IV Bawarskiemu, jedynowładca/cesarz 1346–1349 i 1349/1355–1378
- Gunter ze Schwarzburga (1349 przeciw Karolowi IV Luksemburskiemu

## Podwójne elekcje w Niemczech
- 1198 	Filip (1198–1208) i Otton IV (1198–1215)
- 1257 	Ryszard z Kornwalii (1257–1272) i Alfons X Mądry (1257–1273)
- 1314 	Fryderyk III Piękny (1314–1330) i Ludwik_IV_Bawarski (1314–1346)
- 1410 	Zygmunt Luksemburski (1410–1437) i Jodok z Moraw (1410–1411)

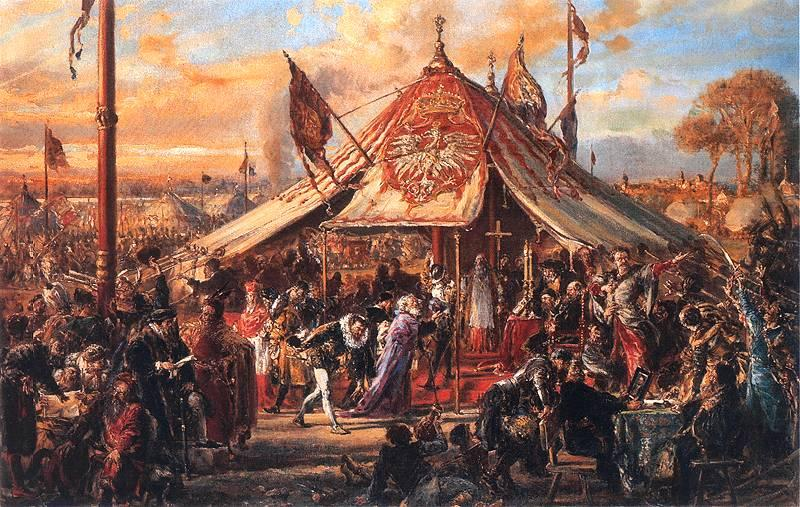
Jan Matejko, Potęga Rzeczypospolitej u zenitu. Złota wolność. Elekcja

## Podwójne elekcje w Polsce
- 1575	Stefan Batory (1575–1586) i Maksymilian II Habsburg (1575–1576)
- 1586	Zygmunt III Waza (1587–1632) i Maksymilian III Habsburg (1586–1598)
- 1696	August II Mocny (1697–1733) i Franciszek Ludwik Burbon-Conti (1696)
- 1733 August III Sas (1733–1763) i Stanisław Leszczyński (1733)

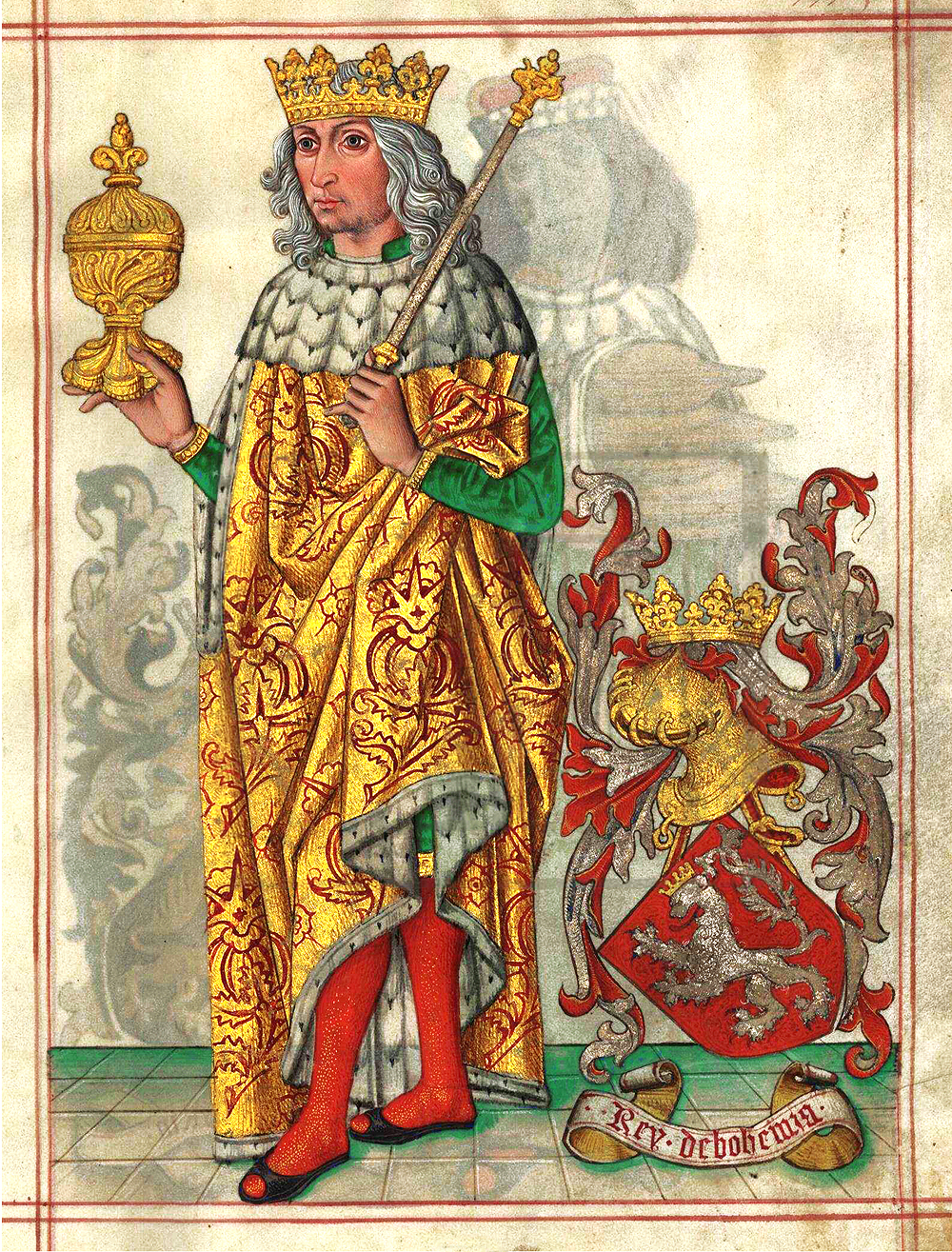

## Antykrólowie w Czechach
- Maciej Korwin (1469–1490) przeciw Jerzemu z Podiebradów i Władysławowi II
- Fryderyk V (1619–1632) przeciw Ferdynandowi II; strącony w 1620, lecz dalej nazywany "Królem Zimowym".
- Karol VII (1741–1745) przeciw Marii Teresie, od 1743 bez władzy.

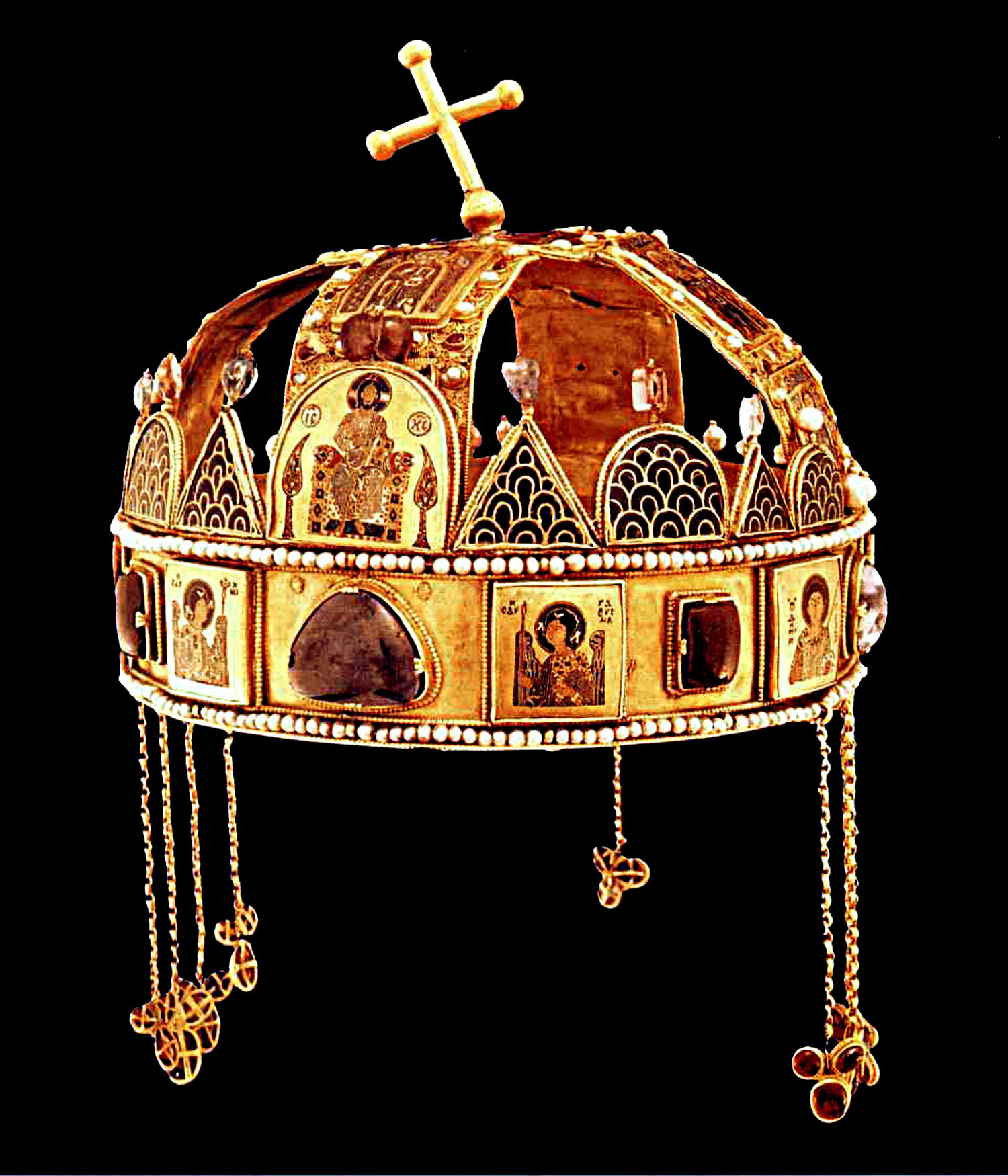
Korona Świętego Stefana

## Antykrólowie na Węgrzech
- Władysław II (1162–1163) przeciw Stefanowi III
- Stefan IV (1163–1165) przeciw Stefanowi III

Herb królów Francji

## Antykrólowie we Francji
- Gwido ze Spoleto (888) przeciw Odonowi
- Robert I (922–923) przeciw Karolowi III Prostakowi
- Henryk VI (1431) przeciw Karolowi VII
- Karol X (1589–1590) przeciw Henrykowi IV

W latach 1340–1801 królowie Anglii tytułowali się również "Królami Francji", choć ostatnim koronowanym był Henryk VI.

Królewski herb Anglii

## Antykrólowie w Anglii
- Swen Widłobrody (1013–1014) przeciw Ethelredowi II Bezradnemu
- Knut Wielki (1016) przeciw Edmundowi II, jedynowładca 1016–1035
- Maria I (1553) przeciw Jane Grey), jedynowładczyni 1553–1558

## Antykrólowie w Szkocji
- Amlaib/Olaf (971?–977) przeciw Kenethowi II
- Duncan II (1094) przeciw Donaldowi III
- Edward Balliol (1333–1336) przeciw Dawidowi II